# Sergei Walerjewitsch Aksjonow

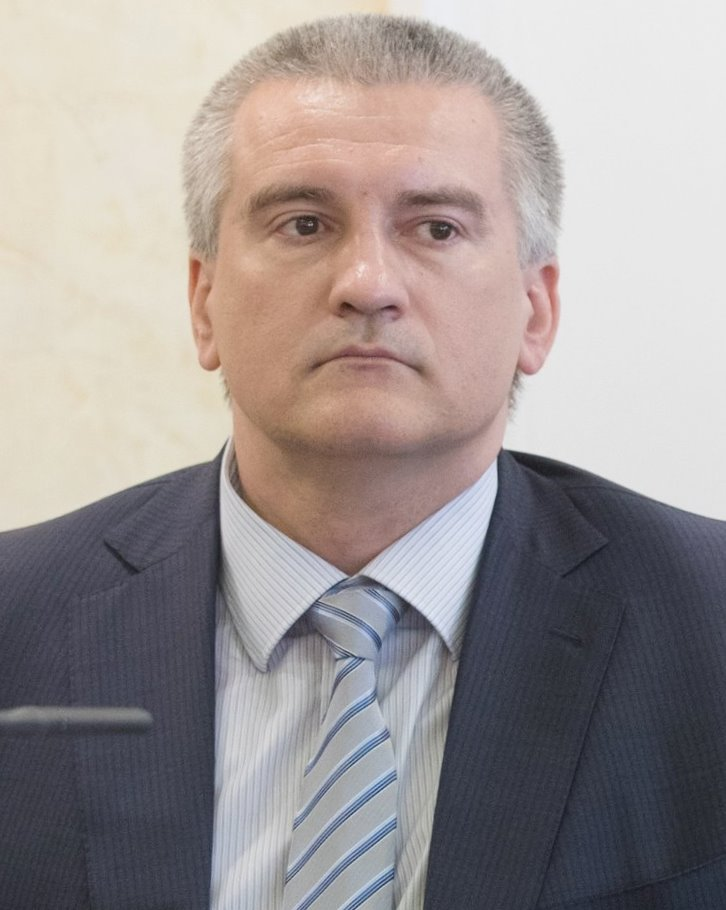
Sergei Aksjonow (2018)

Sergei Walerjewitsch Aksjonow (russisch Сергей Валерьевич Аксёнов, ukrainisch Сергій Аксьонов Serhij Aksjonow; * 26. November 1972 in Belzy, Moldauische SSR) ist ein ukrainischer und russischer Politiker. Bis 2014 leitete er die 2010 gegründete ukrainische Kleinpartei Russische Einheit, seit 2014 ist er Mitglied der russischen Partei Einiges Russland.
Am 27. Februar 2014 wurde er, während Bewaffnete das Krimparlament besetzt hatten, von dort angeblich anwesenden Abgeordneten als neuer Ministerpräsident der Autonomen Republik Krim eingesetzt und war seit deren Gründung der Präsident der nur wenige Tage bestehenden und international nicht anerkannten Republik Krim.

## Politische Laufbahn

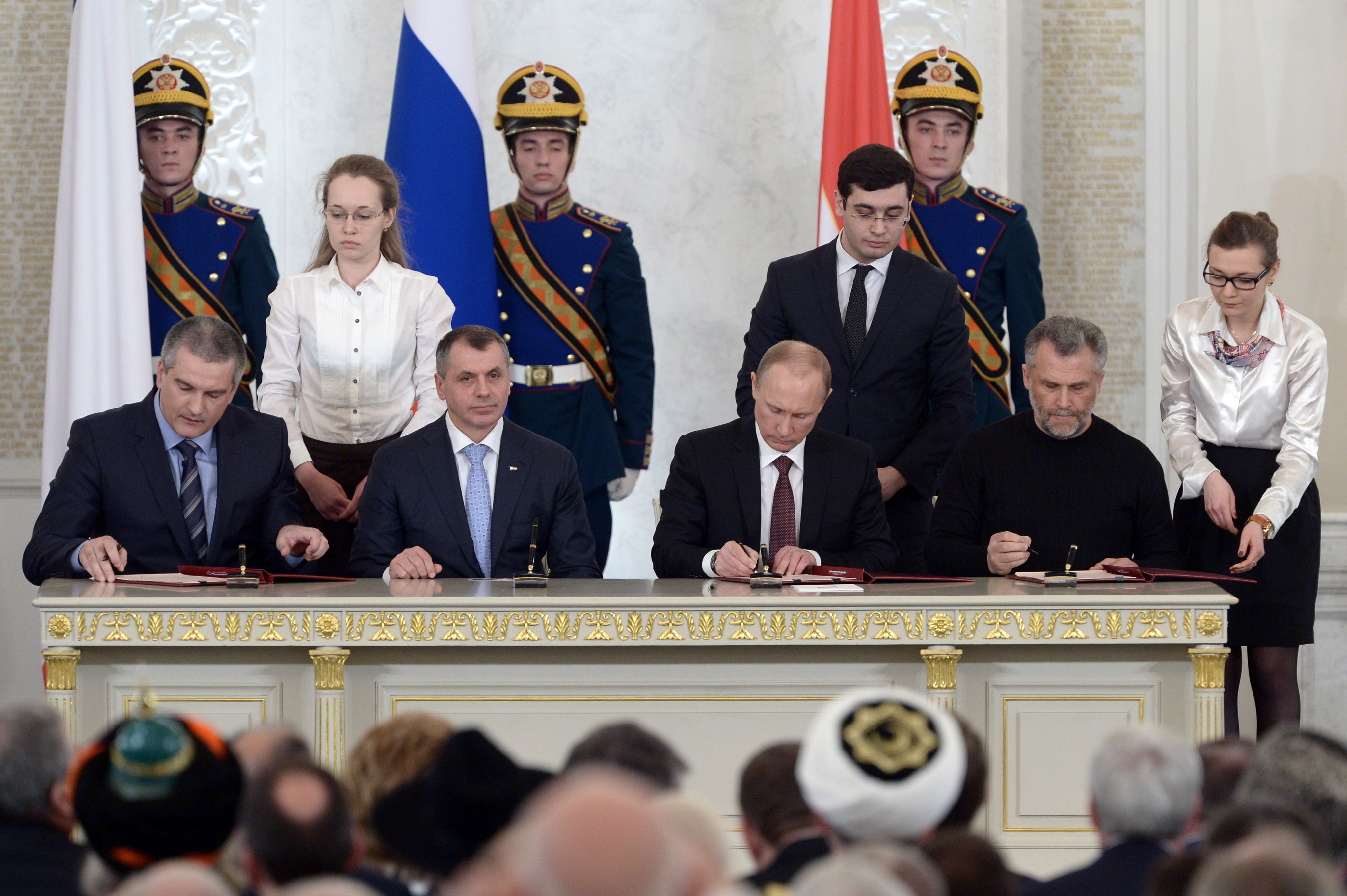
Sergei Aksjonow unterschreibt den Beitrittsvertrag der Krim zur Russischen Föderation mit Wladimir Konstantinow, Wladimir Putin und Alexei Tschaly (18. März 2014)

Aksjonow wurde in der heute moldauischen Stadt Bălți geboren. Sein Vater war ein Offizier in der Sowjetarmee. Aksjonow zog 1989 nach Simferopol auf die Krim und schrieb sich an der dortigen Militärakademie ein. Nach dem Zerfall der Sowjetunion wurde Aksjonow ukrainischer Staatsbürger und betätigte sich fortan als Unternehmer. Er lehnte es ab, in den ukrainischen Streitkräften zu dienen.
Von 1993 bis 2008 war er in verschiedenen Unternehmen auf der Krim tätig. Der Familienvater wurde dann ab 2008 als Mitglied pro-russischer Parteien in der ukrainischen Politik aktiv. 2009 legte Michail Bacharjow, stellvertretender Vorsitzender der Russischen Krim-Gesellschaft, Polizeiakten aus den 1990er Jahren vor, aus denen hervorgehen soll, dass Aksjonow damals unter dem Namen Goblin der mafiösen Vereinigung Salem angehört habe. Eine Verleumdungsklage von Aksjonow gegen Bacharjow wurde abgewiesen. Er sieht die Anschuldigungen als Teil einer Kampagne gegen ihn.
Seit 2010 sitzt Sergei Aksjonow als Abgeordneter der Partei Russische Einheit (Русское Единство) im Parlament der Autonomen Republik Krim. Bei den nationalen Parlamentswahlen 2012 erhielt er in seinem Bezirk 9 % der Stimmen.
Am 26. Februar 2014 hatten rund 10.000 demonstrierende Krimtataren verhindert, dass das Parlament der Autonomen Republik Krim zu einer Sondersitzung zusammentrat. Es sollte auf dieser außerordentlichen Plenarsitzung über ein Referendum über Verbleib oder Loslösung der Krim von der Ukraine abgestimmt werden. Das Referendum war für den 25. Mai 2014, den Tag der vorgezogenen Präsidentschaftswahlen in der Ukraine, geplant. Für eine gültige Abstimmung waren jedoch zu wenige Abgeordnete im Plenum, nachdem sich mehrere Oppositionspolitiker nicht als anwesend registriert hatten.
Am 27. Februar wurde das Parlamentsgebäude in der Hauptstadt Simferopol von einer aus 30 Personen bestehenden, pro-russischen Miliz ohne Erkennungsabzeichen besetzt. Wegen der Besetzung war dieser Donnerstag vom Ministerrat zu einem arbeitsfreien Tag erklärt worden und die Angestellten wurden wieder nach Hause geschickt. In der Folge fand dann die tags zuvor verhinderte Plenarsitzung über das Referendum statt. Nach Angaben auf der Website des Parlaments und dessen Pressestelle wurde die Entscheidung für das Referendum am 25. Mai 2014 über den zukünftigen Status der Krim mit 61 von 64 Stimmen angenommen. Ebenso wurde in dieser Sitzung die Regionalregierung der Autonomen Republik Krim unter dem Ministerpräsidenten Anatolij Mohiljow für abgesetzt erklärt, wobei 55 von den 64 anwesenden Abgeordneten des hundertköpfigen Parlaments für die Absetzung der bisherigen Regierung der Partei der Regionen votiert hätten. Mohiljow war erst 2011 vom damaligen Staatspräsidenten Wiktor Janukowytsch zum Ministerpräsidenten der Krim ernannt worden.
Zum Nachfolger von Mohiljow als Vorsitzenden des Ministerrates der Krim wählten die Abgeordneten Sergei Aksjonow, den Vorsitzenden der Partei Russische Einheit. Nach Angaben des Parlamentssekretariats erhielt er bei der Abstimmung eine knappe Mehrheit von 53 Stimmen.
Die Abstimmungen waren nicht öffentlich, Zutritt erhielten nur Abgeordnete, die von Aksjonow eingeladen wurden. Sie wurden durchsucht und mussten ihre Mobiltelefone abgeben. Während der Sitzung waren Bewaffnete mit Raketenwerfern im Saal. Nach Recherchen des Aftenposten waren mit nur 36 Abgeordneten zu wenige Abstimmungsberechtigte anwesend, um das Quorum von 51 Mitgliedern für die Beschlussfähigkeit zu erfüllen. Es wurden Stimmen von Parlamentsmitgliedern gezählt, die nicht anwesend waren. Dies betreffe mindestens 10 der abgegebenen Stimmen, für die aus dem Safe des Parlaments entwendete Duplikate der Stimmkarten verwendet worden seien. Manche Abgeordnete, deren Stimmen registriert wurden, waren nicht einmal in Simferopol.
Die Ernennung Aksjonows zum Ministerpräsidenten der Autonomen Republik Krim wurde von der Übergangsregierung in Kiew als unrechtmäßig eingestuft, wohingegen nach Angaben der Autonomieregierung in Simferopol der Vorsitzende des Obersten Rates (Werchowna Rada) der Krim Wladimir Konstantinow mit dem bisherigen ukrainischen Staatspräsidenten Janukowytsch telefonisch vereinbart haben soll, dass Sergei Aksjonow zum neuen Vorsitzenden des Ministerrates der Krim ernannt werde. Nach Artikel 37 der Verfassung der Ukraine wird der Vorsitzende des Ministerrates durch den Sprecher des Parlaments der Krim (das ist der Vorsitzende des Obersten Rates) ernannt, wobei diese Ernennung in Übereinstimmung mit dem ukrainischen Präsidenten erfolgt. Anschließend wird die Ernennung durch das Parlament der autonomen Krimrepublik gebilligt.
Der Termin für das Referendum wurde vom Ministerrat der Krim in der Zwischenzeit zunächst auf den 30. und wenig später auf den 16. März vorverlegt. Am 2. März 2014 veröffentlichte Aksjonow eine Erklärung, in der er behauptete, dass große Teile der auf der Krim stationierten ukrainischen Truppen sich der neuen Regierung der Krim unterstellt hätten.
Am 10. März kündigte er an, künftig neben Ukrainisch auch Russisch und Krimtatarisch zu Amtssprachen der Krim zu machen.
Im März 2014 setzten die US-amerikanische Regierung und die Europäische Union Aksjonow auf Sanktionslisten der USA (Specially Designated Nationals and Blocked Persons) und der EU infolge des russischen Kriegs in der Ukraine, die Aksjonow die Einreise in die Vereinigten Staaten und die Mitgliedstaaten der Europäischen Union verbieten.